# Sphenomorphus mimicus
Sphenomorphus mimicus är en ödleart som beskrevs av  Taylor 1962. Sphenomorphus mimicus ingår i släktet Sphenomorphus och familjen skinkar. Inga underarter finns listade i Catalogue of Life.